# لوزی‌ماهی آرام
لوزی‌ماهی آرام (نام علمی: Hippoglossus stenolepis) نام یک گونه از سرده زبان‌اسبی است.